# Цехновицер, Орест Вениаминович
Оре́ст Вениами́нович Цехнови́цер (28 августа 1899, Псков, Российская империя — 28 августа 1941, близ Таллина) — советский литературовед и театровед, писатель, публицист. Педагог, профессор, кандидат филологических наук (1938).

## Биография
Сын зубных врачей Вениамина Евсеевича Цехновицера (1864, Екатеринослав — 1931, Ленинград) и Анны Аароновны Цехновицер (в девичестве Глик, 1874—1955). Отец поселился в Пскове в январе 1891 года, сначала работал дантистом, а в 1901 году в Берлинском университете сдал экзамен на зубного врача. Мать, уроженка Витебской губернии, сдала экзамен на зубного врача в Дерптском университете в 1903 году. С 1901 года семья снимала квартиру на втором этаже в доме провизора Густава Ивановича Зоргенфрея на углу Сергиевской и Пушкинской (Садовой) улиц (в этом же доме в 1889—1900 годах жил племянник хозяина — Вильгельм Зоргенфрей). Здесь же родители вели приём пациентов. У Ореста были старший брат Евгений (1898) и младшая сестра Вера (1901—1960).
С 1910 по 1916 г. обучался в Псковском Сергиевском реальном училище, после окончания которого в августе 1917 г. поступил на физико-математический факультет Петроградского университета, откуда в сентябре того же года перевелся на историко-филологический факультет Новороссийского университета. Окончил университет в 1920 году.
Участник Гражданской войны. Добровольцем вступил в РККА, служил в агитационном отделе Одесского военного комиссара, откуда со специальным поручением в 1920 году был командирован в Москву. Там красноармейцем включен в 1-й Астраханский полк, позже — переведен в Агитационный отдел Московского военкомата, где занимался агитационно-пропагандистской работой. Одновременно читал лекции на кафедре итальянской литературы в Высшем литературно-художественном институте им. В. Я. Брюсова. С 1921 г. — консультант в Наркомате юстиции.
В 1923 г. переехал в Петроград, работал лектором по истории революционного движения и руководителем ЛИТО на ряде заводов. Тогда же окончил литературно-художественное отделение факультета общественных наук (ФОН) Петроградского университета, получив специальность литературоведа. Осенью 1925 г. Цехновицер был приглашен на работу в Главный политико-просветительный комитет РСФСР. С 1930 — аспирант АН СССР по кафедре новой русской литературы. Был руководителем секции «Литература эпохи империализма и пролетарской революции» при ИРЛИ.
В 1930—1933 — преподаватель Военно-теоретической школы летчиков им. Ленинского Комсомола. Член ВКП (б) с 1932 года. Член Союза писателей СССР (с 1933).
В 1936—1937 — заведующий рукописным отделом ИРЛИ, учёный секретарь и заведующий архивом Пушкинского дома (ИРЛИ).
В 1938 года Цехновицер стал профессором Ленинградского университета, вёл курсы современной русской и западной литературы.
Участник Великой Отечественной войны. После нападения Германии на СССР добился зачисления на флот. В конце июня 1941 г. в должности полкового комиссара Политуправления Балтийского флота, находился в Таллине. По заданию «Военмориздата» писал очерки о боевых действиях флота в первый месяц войны — «Краснознамённая Балтика в боях за Родину», брошюру «Фашизм — злейший враг культуры», отпечатанные для «Библиотеки краснофлотца».
Принимал участие в обороне города в августе 1941 г. 28 августа 1941 г. О. В. Цехновицер погиб во время перехода кораблей Балтийского флота из Таллина в Кронштадт. Штабное судно «Вирония», на котором он находился, было атаковано вражескими самолетами, а потом подорвалось на минах и затонуло.
18 мая 1942 года О. В. Цехновицер был награждён посмертно орденом Красного Знамени «за образцовое выполнение боевых заданий командования на фронте борьбы с немецкими захватчиками и проявленные при этом отвагу и мужество».

## Семья
- Жена — редактор, литературовед Евгения Юрьевна Хин (1905, Одесса — 1970, Ленинград)[7]. Вторым браком была замужем за М. М. Дьяконовым.
  - Сын — архитектор, художник и фотохудожник Юрий Орестович Цехновицер (1928—1994), автор проекта здания кафе «Орбита» (известного как «Бомбей») на углу Большого проспекта и улицы Шамшева в Санкт-Петербурге.

## Научная деятельность
Занимался историей и методикой массовых празднеств, народным театром. Автор книг, посвящённых, преимущественно, русской литературе начала XX века.
Кроме того, О.В. Цехновицер — публикатор и исследователь наследия В. Ф. Одоевского, Ф. М. Достоевского, Ф. К. Сологуба. Работы о них насыщены ценным фактическим материалом.

## Избранные публикации
- «Театр на воздухе» (1926, журнал «Советское искусство» № 6)
- «Массовые театральные постановки на открытом воздухе (Из опыта Германии, Англии и Америки)» (1927, журнал «Коммунистическое просвещение» № 6)
- «Театр Петрушки» (1927, совм. с И. П. Ереминым),
- «Демонстрация и карнавал» (1927, 2 изд. под назв. «Празднества революции», 1931)
- «Двадцать лет назад (Театр в эпоху империализма)» (1934, журнал «Театр и драматургия» № 7)
- «Литература, религия и война» (1934, «Звезда» № 8)
- «Горький в эпоху мировой войны» (1934, «Знамя» № 7)
- «Массовая литература эпохи войн» (1934, «Залп» № 8)
- «Буржуазная художественная литература на службе мировой войне» (1934, «Морской сборник» № 8)
- «Мировая война в художественной литературе» («Морской сборник», № 9)
- «Гражданская война в художественной литературе» («Морской сборник» № 11)
- «Японская интервенция на Дальнем Востоке в 1918-22 годах в советской художественной литературе» («Морской сборник», № 12)
- «Литература и война» («Партийная учёба» № 14)
- «Маяковский и мировая война 1914-18 годов» (1936, «Резец» № 7),
- «Великая пролетарская революция и художественная литература» (1936, «Резец» № 20),
- «Литература и мировая война» (1936, «Литературная газета» № 43)
- «Литература и мировая война. 1914—1918» (монография, 1938)

## Память
- Имя О. Цехновицера увековечено на мраморной мемориальной доске в фойе Пушкинского дома вместе с именами ещё пяти сотрудников Института русского языка и литературы, погибших на фронтах Великой Отечественной войны.